# Dinko Šakić (1904.)
Dr Dinko Šakić (Split, 1904. − Split, 1973.) je bio hrvatski liječnik.  Bio je prvi sveučilišni nastavnik medicine u Dalmaciji. Predavao je oftalmologiju. 

## Životopis
Rodio se je u Splitu 1904. godine. U Zagrebu, Parizu i Beču studirao je medicinu. U Zagrebu je specijalizirao oftalomologiju. Zaposlio se je u Splitu gdje je radio na Školskoj poliklinici, a Očni odjel splitske bolnice vodio je punih 37 godina, od 1936. do smrti. U drugom svjetskom ratu pristupio je antifašističkom pokretu u Hrvatskoj još prve godine rata, 1941.
Predavao je na Medicinskim fakultetima u Splitu i Rijeci. Može ga se smatrati i među pionire plastične kirurgije u Hrvatskoj.
Objavio je nekoliko članaka u Medicinskoj enciklopediji. 
O dr-u Dinku Šakiću pisao je Vladimir Dugački, stručni suradnik Zavoda za povijest prirodnih, matematičkih i medicinskih znanosti HAZU.